# Michel Deville
Michel Deville   (Boulogne-Billancourt, 13 d'abril de 1931 - Boulogne-Billancourt, 16 de febrer de 2023) fou un guionista i director de cinema francès.

## Biografia
Michel Deville va créixer a la casa al costat de la petita fàbrica de ceràmica per jardí que el seu pare va heretar al carrer de Bellevue a Boulogne-Billancourt, ciutat on va viure tota la vida.
Entrà al món del cinema a través de l'assistència. Va ser ajudant d'Henri Decoin durant gairebé una dècada. Primer d'ajudant en producció, pujà a tots els nivells fins a convertir-se en primer assistent.
El 1961 creà la seva pròpia productora, Éléfilm, per finançar la seva primera pel·lícula Ce soir ou jamais. Les seves dues o tres següents pel·lícules: Adorable Menteuse, À cause, à cause d'une femme i Lucky Jo foren ben rebudes per la crítica i el públic.
El 1970 es va convertir en un dels directors de la productora del seu amic crític, cineasta i novel·lista Michel Mardore, Nadja films i va romandre així fins al 2000, quan es va tancar. Va col·laborar per primera vegada amb Nina Companeez, que va escriure el guió de totes les seves pel·lícules, des de Ce soir ou jamais  (1961) fins a "Raphaël ou le Débauché" (1971) pel·lícules que de vegades ell mateix signa. Amb l'èxit d'aquesta última pel·lícula, seguint les de  Benjamin ou les Mémoires d'un puceau  (1968) i L'Ours et la Poupée (1969), una de les darreres pel·lícules de Brigitte Bardot, adquireixen dins del cinema francès una notorietat de finor i elegància, centrada en les relacions de parella.
Posteriorment, les seves pel·lícules sovint porten la marca d'una atenció original a la forma: les seves adaptacions de Le Dossier 51 en una càmera subjectiva o, al contrari, de La Maladie de Sachs, on escoltem els pensaments dels protagonistes, la seqüència de seqüències en el·lipses de Péril en la demeure, que va participar al 35è Festival Internacional de Cinema de Berlín, la plàstica de Toutes peines confondues, La Petite Bande, produïdes sense diàlegs, etc. Des de Péril en la demeure el 1984, col·labora amb Rosalinde Deville (née Damamme), la seva esposa, que escriu i produeix la majoria de les seves pel·lícules, incloent Le Paltoquet el 1986, un ballet sulfurós que té lloc entre el somni i la realitat. El 1980 va dirigir Le Voyage en douce que va participar al 30è Festival Internacional de Cinema de Berlín.
Fou membre del jurat del 37è Festival Internacional de Cinema de Canes.

## Filmografia

### Realitzador

#### Llargmetratges
- 1958: Une balle dans le canon [codirecció amb Charles Gérard]
- 1961: Ce soir ou jamais [també coguionista]
- 1962: Adorable Menteuse [també guionista]
- 1963: À cause, à cause d'une femme [també productor i coguionista]
- 1963: L'Appartement des filles [també coguionista]
- 1964: Lucky Jo [també coguionista]
- 1966: On a volé la Joconde
- 1966: Martin soldat
- 1967: Tendres requins
- 1968: Benjamin ou les Mémoires d'un puceau
- 1969: Bye bye, Barbara [també coguionista]
- 1970: L'Ours et la Poupée [també coguionista]
- 1971: Raphaël ou le Débauché [també coguionista]
- 1973: La Femme en bleu
- 1974: Le Mouton enragé
- 1977: L'Apprenti salaud [també guionista]
- 1978: Le Dossier 51 [també guionista]
- 1980: Le Voyage en douce [també guionista]
- 1981: Eaux profondes [també guionista]
- 1982: La Petite Bande
- 1983: Les Capricieux (TV)
- 1985: Péril en la demeure [també guionista]
- 1986: Le Paltoquet [també guionista]
- 1988: La Lectrice [també guionista]
- 1990: Nuit d'été en ville
- 1992: Toutes peines confondues
- 1993: Aux petits bonheurs
- 1996: La Divine Poursuite [també guionista]
- 1999: La Maladie de Sachs [també guionista]
- 2002: Un monde presque paisible
- 2005: Un fil à la patte

#### Curtmetratges
- 1962: Les Petites Demoiselles (TV)
- 1991: Contre l'oubli - segment Pour Nguyen Chi Thien

## Llibres
- Poèmes zinopinés, Saint-Germain-des-Prés, coll. « Miroir oblique », Paris, 1972, 117 p.
- Poèmes zinadvertants, Saint-Germain-des-Prés, coll. « Chemins profonds », Paris, 1982, 43 p., broché, 13,5 x 20,5 cm ISBN 2-243-01700-8
- Poèmes zimpromtus, Saint-Germain-des-Prés, Paris, 1985, 46 p., broché, 13,5 x 20,5 cm
- Poèmes zimprobables, Saint-Germain-des-Prés, coll. « Poésie pour rire », Paris, 1987, 46 p., broché, 13,5 x 20,5 cm
- Poézies, Cherche Midi, Paris, 1990,
- Mots en l'air, Cherche Midi, Paris, 1993,
- L'Air de rien, Cherche Midi, Paris, 1997,
- Rien n'est sûr, Cherche Midi, Paris, 2002,
- Vous désirez ?, Éditions du Seuil, Paris, 2007,
- Les Haïkus du loup hilare, L'Atelier des champs, Paris, 2011,
- Prends-moi, Cherche Midi, Paris, 2014, 135 p., broché, 13,5 X 20,5 cmISBN 978-2-7491-3563-2
- Keske tu lis, Elefilm, Paris, 2016, 153 p., broché, 13,5 X 20,5 cm

## Distincions

### Premis
- 1967 Premi Louis Delluc: Benjamin ou les Mémoires d'un puceau
- 1988 Premi Louis Delluc: La Lectrice
- 1979 César al millor guió original o adaptació: Le Dossier 51
- 1986 César al millor director: Péril en la demeure

### Nominacions
- 1979 César al millor director: Le Dossier 51
- 1979 César a la millor pel·lícula: Le Dossier 51
- 1986 César al millor guió original o adaptació: Péril en la demeure
- 1986 César a la millor pel·lícula: Péril en la demeure
- 1989 César al millor guió original o adaptació: La Lectrice
- 1989 César a la millor pel·lícula: La Lectrice
- 1989 César al millor director: La Lectrice
- 2000 César al millor guió original o adaptació: La maladie de Sachs
- 2000 César al millor director: La maladie de Sachs